# جورج آلان
جورج آلان (انگلیسی: George Allan؛ ۲۳ اوت ۱۸۷۵ – ۱۷ اکتبر ۱۸۹۹) بازیکن فوتبال اهل اسکاتلند بود.

## باشگاهی
از باشگاه‌هایی که در آن بازی کرده‌است می‌توان به باشگاه فوتبال سلتیک و باشگاه فوتبال لیورپول اشاره کرد.

## زندگی و بازی حرفه ای
آلان در لینلیتگو متولد شد و قبل از اینکه توسط مدیر وقت لیورپول جان مک کنا و ویلیام بارکلی در سپتامبر ۱۸۹۵ امضا شود، برای ویل آف آون، براکسبرن شمراک و لیث اتلتیک بازی کرد. آلان ۲۰ ساله پس از اولین بازی خود در لیگ فوتبال لیگ دسته دوم یک خانه ۵-۱ از نیوکاسل یونایتد در ۱۴ سپتامبر ۱۸۹۵، اولین گل خود را برای باشگاه هفت روز بعد در ۲۱ سپتامبر در برابر لوبرو تاون در زمین ورزشی به ثمر رساند. این باعث گل های چشمگیر در هر بازی برای بقیه فصل ارتقاء ۱۸۹۵-۹۶ شد: او ۲۵ گل لیگ را از ۲۰ بازی به دست اورد، به طور متوسط ۱.۲۵ گل در هر بازی. آلان سه گل دیگر در مسابقات تست ارتقاء (معادل پلی آف امروز) به ثمر رساند و به باشگاه آنفیلد کمک کرد تا جایگاه خود را در لیگ برتر فوتبال انگلیس به دست اورد.
آلان در ماه مه ۱۸۹۷ به سلتیک نقل مکان کرد و در انجا از گلزنی خود استفاده کرد و در ۱۷ بازی ۳۲ گل زد تا به باشگاه کمک کند قهرمانی لیگ اسکاتلند را به دست اورد. او یک سال بعد به لیورپول بازگشت، زمانی که تام واتسون، سرمربی جدید، در آوریل ۱۸۹۸ دوباره قرارداد او را امضا کرد. آلان در طول دو بازی خود در آنفیلد تنها در ۹۶ بازی ۱۱۷ گل به ثمر رساند، به طور متوسط یک گل در هر ۰.۶۵ بازی.
آلان یک گلزن پرکار بود که می توانست یکی از بزرگان تمام دوران باشد، اما زندگی او کوتاه شد، زمانی که او در سال ۱۸۹۹ در دومین دوره خود در لیورپول به سل مبتلا شد. او مجبور شد بازی را رها کند و در ۱۷ اکتبر همان سال بر اثر این بیماری درگذشت.

## تیم ملی
وی همچنین در تیم ملی فوتبال اسکاتلند بازی کرده است.
او تنها حضور خود را در اسکاتلند در ۳ اوریل ۱۸۹۷ در پیروزی ۲-۱ مقابل انگلستان در کریستال پالاس انجام داد.  اولین بازیکن لیورپول بود که برای این کشور ظاهر شد، که هیئت حاکمه ان بازیکنان انگلیسی را تا سال ۱۸۹۶ از تیم حذف کرده بود.